# グイド・フォン・リスト
グイド・カール・アントン・リスト (Guido Karl Anton List)、別名グイド・フォン・リスト（1848年10月5日 - 1919年5月17日）は、オーストリアのオカルティスト、ジャーナリスト、劇作家、小説家である。彼は、近代的なペイガニズムの新宗教として知られているヴォータン教（Wotanismus）を理論的に解説した。彼によれば、ヴォータン信仰は古代ゲルマン民族の宗教の復興であり、アリオゾフィー（Ariosophie）の教えを含むものであった。リストは、その教えを「アルマネン主義」（Armanenschaft）と呼んだ。

## 概要
ウィーンの裕福な中流階級の家庭に生まれたリストは、子供の頃に家族がローマ・カトリック信仰を放棄したので、かわりにキリスト教以前の神ヴォータンを信仰するようになったという。彼は、オーストリアの田園地帯で、ボートを漕いだり、ハイキングをしたり、風景画を書いたりして過ごしていたが、1877年からジャーナリストとしてのキャリアをスタートさせた。彼は、田舎の人々の民俗的な文化や習慣をキリスト教以前の異教的信仰（ペイガニズム）の残存だと考え、フェルキッシュ（民族的）なものとして重視した。そして、それを称揚する論説を地方のナショナリスティックな新聞や雑誌に寄稿したのである。さらに、鉄器時代のゲルマン部族を題材にした3つの小説『カルヌントゥム』（1888年）、『若きディーターの帰郷』（1894年）、『ピパーラ』（1895年）といくつかの戯曲を発表した。1890年代のリストは、主に新聞Ostdeutsche Rundschauで民族的な論説を書きつづけ、反ユダヤ主義的な傾向を帯びるようになっていく。1893年、彼はドナウ文学会を共同設立し、オーストリアの汎ゲルマン主義運動にのめり込んだ。それは、ドイツ帝国へのオーストリアの統合を求めるものであった。
1902年、リストは11か月間の失明に陥った。このとき、神智学協会の影響によって、オカルティズムに関心を持つようになる。その結果、彼のヴォータン信仰は、ルーン文字研究とアルマーネン・フサルクを組み込むことになった。彼の作品は、フェルキッシュ運動やナショナリズム運動のコミュニティで人気を博し、1908年にはリスト協会（Die Guido-von-List-Gesellschaft）の設立を見るに至った。リスト協会は、中流階級や上流階級の大きな支援を集め、リストの著作を出版するのみならず、アリオゾフィーの内部グループや、リストがグランドマスターとして主宰を務める「高次アルマネン結社」（Der Hohe Armanen-Orden）を含むものとなった。こうした事業を通じて、彼は、千年王国的な考えを抱くようになる。つまり、近代社会は堕落してしまったが、ヴォータン信仰を抱く新たな汎ゲルマン帝国の確立によって、黙示録的な終末が訪れて浄化されるだろうというのである。第一次世界大戦における中央同盟国の勝利によってこの帝国は建国されるだろうとリストは予言したが、それは成就されることなく、彼は1919年に訪れたベルリンで没した。
リストは、オーストリアとドイツのフェルキッシュ的なサブカルチャーで著名な人物となり、この領域で活動した多くの人々の作品に影響を及ぼした。彼の作品はリスト協会によって頒布され、帝国ハンマー同盟やゲルマン騎士団といった後のフェルキッシュ運動に影響を与えた。フェルキッシュ運動を通じて、急速に発展していったナチス党や親衛隊（SS）にも、リストの著作の影響が及んでいる。第二次世界大戦後も、彼の作品は、ヨーロッパ、オーストリア、北アメリカにおける多くのアリオゾフィーや異教的な実践に影響力を持ち続けている。

## 略歴

### 初期：1848–77年
グイド・カール・アントン・リストは、1848年5月5日にオーストリア帝国のウィーンで、裕福な中産階級の家庭の長男として生まれた。祖父カール・リストは酒造業と居酒屋を営み、父カール・アントン・リストは皮革製品の販売業者であった。母マリアン・リストは、建築業者フランツ・アントン・キリアンの娘である。リストは、ドナウ運河の東側のウィーンの第二行政区で育った。当時の多くのオーストリア人と同様、彼の家族もローマカトリック教会の信者であり、リストもまたウィーンの聖ペテロ教会で幼児洗礼を受けていた。ブルジョワ階級として彼の家族がいかに裕福であったかは、1851年に、リストの水彩の肖像画が、画家の手によって描かれていることからも分かる。

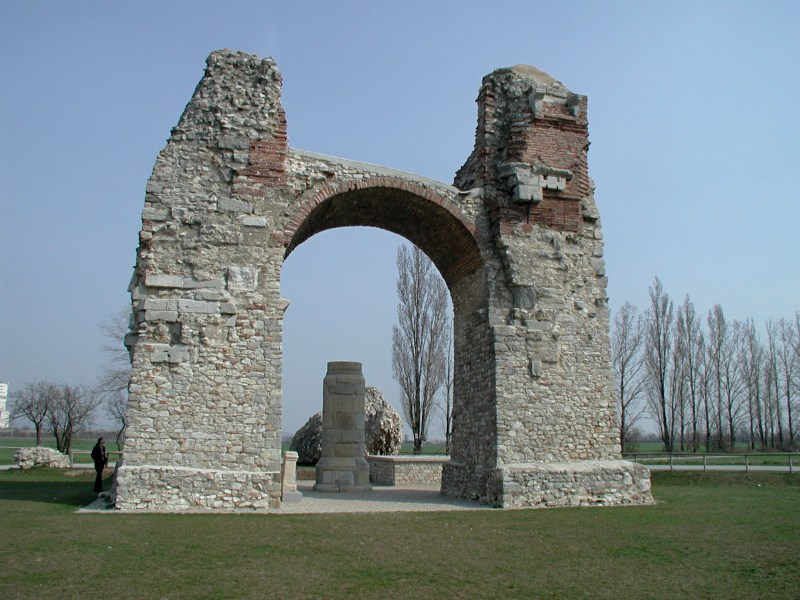
カルヌントゥムの異教徒の門ハイデントーア。1875年、リストはここにワインボトルを埋めた。

グイド・リストは幸福な少年時代を過ごしたようである。リストは、都市部よりも農村地帯への関心を強め 、家族とともにニーダーエスターライヒ州やモラヴィアの田園地帯を訪れるのを喜んだ。父に勧められて、グイド・リストは、城や前史時代の遺跡や自然の風景のスケッチを始めた。彼はキリスト教以前の宗教に関心を持ち始め、シュテファン大聖堂の下のカタコンベ（地下墓所）が、異教の神に捧げられた祠だったと信じるようになる。彼の主張によれば、1862年にカタコンベに父と訪れたとき、グイド・リストは壊れた祭壇の前でひざまづき、大人になったら古代の神ヴォータンの寺院を建設すると誓ったという。